# Accent On Tenor Sax
Accent On Tenor Sax – album muzyczny amerykańskiego saksofonisty jazzowego Lucky’ego Thompsona, nagrany i wydany w 1956 przez wytwórnię Urania Records w cyklu "Intimate Jazz in hi fi". Producentem, autorem tekstu na okładce albumu i jednym z wykonawców (grał na gitarze w utworach 1–3) był Sidney Gross.

## Muzycy
- Lucky Thompson – saksofon tenorowy
- Billy Taylor – fortepian
- Jimmy Hamilton – klarnet
- Oscar Pettiford – kontrabas
- Ossie Johnson – perkusja
- Sidney Gross – gitara (1-3)

## Lista utworów
Strona A
| 1. | "Tune for Tex" (Billy Taylor)   |  |
|    |                                 |  |
| 2. | "Where or When" (Rodgers, Hart) |  |
|    |                                 |  |
| 3. | "Mr. E-Z" (Jimmy Hamilton)      |  |
|    |                                 |  |
Strona B
| 4. | "Kamman's A' Comin'" (Oscar Pettiford) |  |
|    |                                        |  |
| 5. | "Ever So Easy" (Lucky Thompson)        |  |
|    |                                        |  |